# Martin Wallström
Carl Martin Gunnar Wallström Milkéwitz (Uddevalla, 7 de julio de 1983) es un actor sueco, más conocido internacionalmente por interpretar a Tyrell Wellick en la serie Mr. Robot.

## Biografía
En 2004 se unió a la "Academia de Música y Arte Dramático" de la Universidad de Gotemburgo, donde se graduó en 2008.
Es hermano de Oscar Åkermo, artista y tatuador sueco.
Wallström estuvo casado con la actriz sueca Lisa Linnertorp y vive en Estocolmo, Suecia; la pareja tiene dos hijos.
El 4 de abril de 2019 ganó 2 premios Storytel por Mejor Narrador, con Finns det björkar i Saravejo escrito por Christina Lindström y 1793 escrito por Niklas Natt Och Dag.

## Carrera
En 2005 apareció por primera vez como invitado en la serie Wallander, donde dio vida a Jens durante el episodio "Mörkret", más tarde apareció de nuevo en la serie en 2010, interpretando a Johan Rasmusson en el episodio "Dödsängeln".
En 2008 se unió al elenco de la película sueca Arn: Riket vid vägens slut, donde interpretó a Magnus Månsköld, el hijo de Arn Magnusson (Joakim Nätterqvist) y Cecilia Algotsdotter (Sofia Helin).
En 2010 obtuvo un pequeño papel en la película Sebbe, donde interpretó a uno de los ladrones del periódico. Ese mismo año volvió a interpretar a Magnus, ahora en la miniserie Arn.
En 2011 apareció en la película de guerra sueca Gränsen (en inglés: "Beyond the Border"), donde dio vida al soldado Sven Stenström. 
En 2013 se unió al elenco principal de la película Snabba Cash - Livet Deluxe, donde interpretó al oficial Martin Hägerström, un joven que se infiltra dentro de la familia del criminal Radovan Krajnic (Dejan Čukić) y quien termina enamorado de la hija de Radovan, Natalie Krajnic (Malin Buska).
En 2014 apareció en un episodio de la serie Arvingerne, donde interpretó a Matti, el director del museo de Helsinki.
En 2015 se unió al elenco de la serie norteamericana Mr. Robot, donde dio vida a Tyrell Wellick,.
En 2016 se hace parte del elenco de Parallel, película dirigida por Isaac Ezban, donde actúa como Noel. La película tiene fecha de estreno durante el año 2019.
En febrero de 2017 se anunció que Martin se había unido al elenco de Militia.
En 11 de enero de 2018 se estrena la película Ashes In The Snow, película basada en el libro de Ruta Sepetys "Entre sombras grises" ; interpreta a Nikolai Kretzy.

## Filmografía[4]

### Series de televisión
| Año         | Título                     | Personaje                  | Notas                                         |
| ----------- | -------------------------- | -------------------------- | --------------------------------------------- |
| 2020        | Den Sista Sommaren         | Police Officer             | 7 episodios                                   |
| 2015 - 2019 | Mr. Robot                  | Tyrell Wellick             | 45 episodios                                  |
| 2017        | Jeff & Some Aliens         | Gustav / Raver / EMT (voz) | episodio "Jeff & Some Childlike Joy & Whimsy" |
| 2015        | The Hundred Code           | Thomas                     | 7 episodios                                   |
| 2014        | Arvingerne                 | Matti                      | episodio # 1.10                               |
| 2013        | Morden i Sandhamn          | Magnus                     | 3 episodios                                   |
| 2011        | Maria Wern                 | Jesper                     | episodio "Drömmar ur snö"                     |
| 2010 - 2011 | Drottningoffret            | Johnny                     | 3 episodios - miniserie                       |
| 2010        | Kommissarie Winter         | -                          | episodio "Den sista vintern"                  |
| 2010        | Arn                        | Magnus Månsköld            | 2 episodios                                   |
| 2010        | Wallander                  | Johan Rasmusson            | episodio "Dödsängeln"                         |
| 2009        | Oskyldigt dömd             | Anders Hellman             | episodio # 2.11                               |
| 2009        | Der Kommissar und das Meer | Mats Östlund               | episodio "Schwarzer Engel"                    |
| 2009        | 183 dagar                  | Cliente del Bar            | episodio # 1.2                                |
| 2007        | Upp till kamp              | Roger                      | episodio "1972" - miniserie                   |
| 2004        | Danslärarens återkomst     | Herbert Molin (joven)      | miniserie                                     |
| 2004        | Lokalreportern             | Robban                     | miniserie                                     |
| 2004        | Kommissarie Winter         | -                          | episodio "Låt det aldrig ta slut - Del 1"     |
| 2003        | En ö i havet               | Ragnar                     | miniserie                                     |
| 2002        | Familjen                   | Fred                       | 12 episodios                                  |
| 2002        | Olivia Twist               | Bosse                      | 2 episodios - miniserie                       |

### Películas
| Año  | Título                                         | Personaje           | Notas                                                                                           |
| ---- | ---------------------------------------------- | ------------------- | ----------------------------------------------------------------------------------------------- |
| 2018 | Parallel                                       | Noel                | junto a Giorgia King, Mark O'Brien y Aml Ameen. Dirigida por Isaac Ezban                        |
| 2017 | Militia                                        | -                   | junto a Jack Huston, Jeffrey Dean Morgan y Ralph Ineson                                         |
| 2017 | Ashes in the Snow                              | Nikolai Kretzsky    | junto a Bel Powley, Tom Sweet, Jonah Hauer-King, Aistė Diržiūtė y James Cosmo                   |
| 2017 | Borta                                          | Fredik              | junto a Björn Bengtsson y Niklas Engdahl                                                        |
| 2017 | Videomannen                                    | Chefen              | junto a Stefan Sauk, Lena Nilsson, Morgan Alling, Sven Wollter, Helena Jansson y Amanda Ooms    |
| 2014 | Remake                                         | Martin              | junto a Lucas Hazlett y Lisa Henni                                                              |
| 2013 | Stockholm Stories                              | Johan               | junto a Jonas Karlsson, Dejan Čukić, Cecilia Frode, Filip Berg, Julia Ragnarsson y David Dencik |
| 2013 | Snabba Cash - Livet Deluxe                     | Martin Hägerström   | junto a Joel Kinnaman, Malin Buska, Matias Varela, Dejan Čukić & Madeleine Martin               |
| 2013 | Vid skogens rand                               | Jack                | corto - junto a Pär Andersson, Fabian Bernhardson, Sven Björklund y Stig Henrik Hoff            |
| 2013 | Ego                                            | Sebastian           | junto a Mylaine Hedreul, Peter Andersson, Emil Johnsen, Jörgen Thorsson & Richard Ulfsäter      |
| 2011 | Maria Wern - Drömmar ur snö                    | Jesper              | junto a Eva Röse, Allan Svensson, Peter Perski, Ulf Friberg y Tanja Lorentzon                   |
| 2011 | Apelsinen                                      | Jonas (joven)       | junto a Ingvar Henriksson & Julia Marko-Nord                                                    |
| 2011 | Gränsen                                        | Pvt. Sven Stenström | junto a André Sjöberg, Henrik Norlén, Jens Hultén, Antti Reini y Bjørn Sundquist                |
| 2010 | I rymden finns inga känslor                    | Sam                 | corto - junto a Bill Skarsgård, Sofie Hamilton, Cecilia Forss, Per Andersson & Jimmi Edlund     |
| 2010 | Pax                                            | Tim                 | junto a Samuel Fröler, Ida Elise Broch, Kyrre Haugen Sydness, Kristoffer Joner & Ane Dahl Torp  |
| 2010 | Sebbe                                          | Ladrón              | junto a Sebastian Hiort, Eva Melander, Kenny Wåhlbrink, Emil Kadeby & Adrian Ringman            |
| 2009 | Stenhuggaren                                   | Anders Andersson    | junto a Niklas Hjulström, Sven-Åke Gustavsson, Jonas Karlström y Ingvar Haggren                 |
| 2009 | Till det som är vackert                        | Mattias             | junto a Alicia Vikander, Samuel Fröler, Josephine Bauer & Anna Åström                           |
| 2009 | Johan Falk: Vapenbröder                        | Martin Borhulth     | junto a Jakob Eklund, Joel Kinnaman, Jens Hultén, Meliz Karlge y Mikael Tornving                |
| 2009 | Johan Falk: GSI-Gruppen för särskilda insatser | Martin Borhulth     | junto a Jakob Eklund, Joel Kinnaman, Jens Hultén, Meliz Karlge y Henrik Norlén                  |
| 2008 | Selma                                          | Nils (adulto)       | junto a Helena Bergström, Alexandra Rapaport, Nina Zanjani, Ola Rapace y Magnus Krepper         |
| 2008 | Arn: Riket vid vägens slut                     | Magnus Månsköld     | junto a Joakim Nätterqvist, Stellan Skarsgård, Joel Kinnaman, Gustaf Skarsgård y Bill Skarsgård |
| 2008 | Irene Huss - Eldsdansen                        | Frej Eriksson       | junto a Emma Swenninger, Angela Kovacs, Lars Brandeby, Reuben Sallmander y Dag Malmberg         |
| 2006 | Du & jag                                       | Jens                | junto a Johan Hallström, Noomi Rapace, Saga Gärde, Richard Ulfsäter, Cecilia Häll y Emil Stoltz |
| 2003 | Hannah med H                                   | Joven en Fiesta     | junto a Joel Kinnaman, Adnan Zorlak, Tove Edfeldt, Bibjana Mustafaj y Thomas Mørk               |
| 2001 | Ingen återvändo                                | Martin              | corto - junto a Niklas Grusell y Safin Taki                                                     |
| 2000 | Före stormen                                   | Danne               | junto a Per Graffman, Maria Lundqvist, Sasha Becker, Anni Ececioglu y Emil Odepark              |
| 1998 | Hela härligheten                               | Jörgen              | junto a Tomas von Brömssen, Anna Wallander, Mikael Persbrandt e Ia Langhammer                   |

### Videojuegos
| Año  | Título    | Personaje | Notas                                    |
| ---- | --------- | --------- | ---------------------------------------- |
| 2018 | A Way Out | -         | prestó su voz para las voces adicionales |

### Teatro
| Año  | Obra              | Personaje   |
| ---- | ----------------- | ----------- |
| 2008 | Wiraspelen        | Erik        |
| 2012 | Olof Palmes Spöke | Moomintroll |

### Videos musicales
| Año  | Artista   | Título     |
| ---- | --------- | ---------- |
| 2018 | In Flames | I Am Above |